# Chiusura induttiva
Sia {\displaystyle {\mathcal {A}}} un insieme e {\displaystyle {\mathcal {F}}} un insieme di operazioni di arietà assegnata. Si definisce chiusura induttiva
{\displaystyle {\mathcal {C}}los\left({\mathcal {A}},{\mathcal {F}}\right)}
il minimo insieme che verifica le seguenti condizioni:
1. {\displaystyle {\mathcal {A}}\subseteq {\mathcal {C}}los\left({\mathcal {A}},{\mathcal {F}}\right)}
2. Se {\displaystyle \left(x_{1},x_{2},...,x_{n}\right)} sono elementi di {\displaystyle {\mathcal {C}}los\left({\mathcal {A}},{\mathcal {F}}\right)}, {\displaystyle f\in {\mathcal {F}}} e {\displaystyle f\left(x_{1},x_{2},...,x_{n}\right)} è definita in {\displaystyle {\mathcal {F}}}, allora {\displaystyle f\left(x_{1},x_{2},...,x_{n}\right)\in {\mathcal {C}}los\left({\mathcal {A}},{\mathcal {F}}\right)}.